# 2. Deutsche Volleyball-Bundesliga 1992/93 (Frauen)
Die Saison 1992/93 der 2. Volleyball-Bundesliga der Frauen war die siebzehnte Ausgabe dieses Wettbewerbs.

## 2. Bundesliga Nord
Meister wurde der 1. VC Hamburg, der auf den Aufstieg in die 1. Bundesliga verzichtete. Absteiger in die Regionalliga waren WTV/VCG Langenfeld und der VC Misburg.

### Mannschaften
In dieser Saison spielten folgende elf Mannschaften in der 2. Bundesliga Nord der Frauen:
- Post TSC Berlin
- USC Braunschweig
- TvdB Bremen
- SCU Emlichheim
- TV Fischbek
- 1. VC Hamburg
- TV Hörde
- WTV/VCG Langenfeld
- SC Langenhorn
- VC Marl
- VC Misburg

Absteiger aus der 1. Bundesliga gab es keine. Die Mannschaft des Troisdorfer TV wechselte zu WTV/VCG Langenfeld. Aus der Regionalliga stiegen der VC Misburg (Nordwest), der SC Langenhorn (Nord) sowie der VC Marl (West) auf.

### Tabelle
|                         | Verein         | Spiele | Punkte | Sätze |
| ----------------------- | -------------- | ------ | ------ | ----- |
| 1.                      | Hamburg        | 20     | 36:4   | 56:17 |
| 2.                      | Marl (N)       | 20     | 32:8   | 49:29 |
| 3.                      | Emlichheim     | 20     | 30:10  | 52:25 |
| 4.                      | Fischbek       | 20     | 28:12  | 49:27 |
| 5.                      | Hörde          | 20     | 22:18  | 40:36 |
| 6.                      | Bremen         | 20     | 20:20  | 44:39 |
| 7.                      | Langenhorn (N) | 20     | 20:20  | 40:40 |
| 8.                      | Braunschweig   | 20     | 16:24  | 39:44 |
| 9.                      | Berlin         | 20     | 8:32   | 20:50 |
| 10.                     | Langenfeld     | 20     | 6:34   | 22:54 |
| 11.                     | Misburg (N)    | 20     | 2:38   | 9:59  |
| Stand: Abschlusstabelle |                |        |        |       |

|     | Aufsteiger in die Bundesliga    |
|     | Absteiger in die Regionalliga   |
| (N) | Aufsteiger aus der Regionalliga |

## 2. Bundesliga Süd
Meister und Aufsteiger in die 1. Bundesliga wurde der TV Creglingen. In die Regionalliga absteigen musste die TG Rüsselsheim.

### Mannschaften
In dieser Saison spielten folgende zehn Mannschaften in der 2. Bundesliga Süd der Frauen:
- TV Creglingen
- TV Dingolfing
- Ettlinger SV
- TV Fechingen
- DJK Karbach
- SC Leipzig
- TV Metternich
- TG 1862 Rüsselsheim
- TSV Schmiden
- 1. VC Wiesbaden

Absteiger aus der 1. Bundesliga war der TV Creglingen. Aufsteiger aus der Regionalliga waren der TV Dingolfing (Südost), der Ettlinger SV (Süd) und der TV Metternich (Südwest).

### Tabelle
|                         | Verein         | Spiele | Punkte | Sätze |
| ----------------------- | -------------- | ------ | ------ | ----- |
| 1.                      | Creglingen (A) | 18     | 28:8   | 49:21 |
| 2.                      | Dingolfing (N) | 18     | 26:10  | 47:23 |
| 3.                      | Fechingen      | 18     | 24:12  | 40:26 |
| 4.                      | Wiesbaden      | 18     | 22:14  | 39:29 |
| 5.                      | Schmiden       | 18     | 22:14  | 41:32 |
| 6.                      | Leipzig        | 18     | 18:18  | 34:35 |
| 7.                      | Karbach        | 18     | 12:24  | 26:43 |
| 8.                      | Metternich (N) | 18     | 10:26  | 24:45 |
| 9.                      | Ettlingen (N)  | 18     | 10:26  | 23:46 |
| 10.                     | Rüsselsheim    | 18     | 8:28   | 24:47 |
| Stand: Abschlusstabelle |                |        |        |       |

|     | Aufsteiger in die Bundesliga    |
|     | Absteiger in die Regionalliga   |
| (A) | Absteiger aus der 1. Bundesliga |
| (N) | Aufsteiger aus der Regionalliga |